# 凯弗·赛克斯
凯弗·杰雷尔·赛克斯（英語：Keifer Jerail Sykes，1993年12月30日—）為美国男子篮球运动员。大学时期他效力于威斯康星大學綠灣分校。
2019年8月，赛克斯與中国男子篮球职业联赛广州龙狮簽約。11月9日，赛克斯被马库斯·乔治斯-亨特頂替。11月20日，广州龙狮註冊赛克斯頂替安德鲁·尼克尔森。12月18日，赛克斯被马库斯·乔治斯-亨特頂替，赛克斯共代表广州龙狮出賽15場，場均貢獻28.2分、5.3籃板、6.1助攻。